# Dubiaraneinae
Dubiaraneinae Millidge, 1993 è una sottofamiglia di ragni appartenente alla famiglia Linyphiidae.

## Distribuzione
Dei 14 generi oggi noti di questa sottofamiglia, circa 10 sono diffusi in America meridionale; i generi Cyphonetria e Thainetes sono endemici della Thailandia e il genere Racata dell'isola di Krakatoa.

## Tassonomia
A maggio 2010, gli aracnologi sono concordi nel suddividerla in 14 generi:
1. Cyphonetria Millidge, 1995 — Thailandia (1 specie)
2. Dubiaranea Mello-Leitão, 1943 — Perù, Ecuador, Colombia, Bolivia, Brasile, Venezuela, Cile, Argentina, Isole Juan Fernandez, Borneo (100 specie)
3. Exechopsis Millidge, 1991 — Brasile, Perù, Colombia, Ecuador (2 specie)
4. Exocora Millidge, 1991 — Bolivia, Venezuela (2 specie)
5. Juanfernandezia Koçak & Kemal, 2008 — Isole Juan Fernandez (1 specie)
6. Lomaita Bryant, 1948[4] — Hispaniola (1 specie)
7. Malkinola Millidge, 1991 — Isole Juan Fernandez (1 specie)
8. Notholepthyphantes Millidge, 1985 — Cile (2 specie)
9. Notiohyphantes Millidge, 1985 — dal Messico al Perù, Brasile, Isole Galapagos, Cile (3 specie)
10. Patagoneta Millidge, 1985 — Cile (1 specie)
11. Racata Millidge, 1995 — Isola Krakatoa (1 specie)
12. Thainetes Millidge, 1995 — Thailandia (1 specie)
13. Totua Keyserling, 1881 — Brasile (1 specie)
14. Vesicapalpus Millidge, 1991 — Brasile, Argentina (2 specie)